# Земляне (гурт)
«Земля́не» — радянська і російська рок-група, один з найпомітніших колективів періоду «ВІА» у радянській музиці, привніс елементи рок-музики на радянську естраду. Найвідоміші і найпопулярніші пісні: «Трава у дома», «Каскадёры», «Прости, Земля», «Маленький кораблик», «Путь домой», «Красный конь», «Каратэ», «Взлётная полоса», «Поверь в мечту» та інші.

## Суспільна позиція, санкції
Підтримують політику путінської Росії. Давали концерти в Криму під час «референдуму» у 2014 році, у 2016 році виступали у містах підконтрольних ДНР та ЛНР.

Фронтмена гурту "Земляни" визнали небезпечним для України. П'ятниця, 18 червня 2021.

Російський рокгурт "Земляне" 12 червня 2022 року розважав російських військових в тимчасово окупованому Херсоні.

## Дискографія
ПОВНА ДИСКОГРАФІЯ ОФІЦІЙНИХ РЕЛІЗІВ (SP, EP, LP, MC, CD, CD'Mp3, VHS, DVD) и МАГНІТО-АЛЬБОМІВ
- 1979 — «Красный Конь» © 1979 ℗ 1980 / SP, ВФГ «Мелодия»
- 1980 — Владимир Мигуля & группа «ЗЕМЛЯНЕ» © 1980 ℗ 1982 / LP, ВФГ «Мелодия»
- 1981/82 — «Концертная Программа, LIVE 1981—1982» © 1981/82 / Magnit-Albom, tape
- 1981 — «Земляне 81» © 1981 / Magnit-Albom, tape
- 1982 — «Земляне 82» © 1982 / Magnit-Albom, tape
- 1982 — «Концерт в Харькове, 1982» © 1982 / Magnit-Albom, tape
- 1982 — «Концерт в Кургане, 05.12.1982» © 1982 / Magnit-Albom, tape
- 1982 — «Концерт в ЛДМ, Ленинград, март 1982» © 1982 / Magnit-Albom, tape
- 1982 — «Карате» © ℗ 1982 / EP, ВФГ «Мелодия»
- 1982 — «Земляне»: «Каскадеры» & «Перекрёсток» ℗ 1982 / SP, Журнал «Кругозор» № 7 (11)
- 1983 — «Каскадеры» © ℗ 1983 / EP, ВФГ «Мелодия»
- 1983 — «Дельтаплан» © ℗ 1983 / EP, ВФГ «Мелодия»
- 1983 — «Крепче Держись, Сынок» © 1983 / Magnit-Albom, tape
- 1984 — «Путь Домой» © 1984 / Magnit-Albom, tape
- 1984 — «Земляне»: «Трава у Дома» ℗ 1984 / SP, Журнал «Кругозор» № 2 (9)
- 1984/85 — «Ау, Лабиринт» © 1984/85 / Magnit-Albom, tape
- 1985 — «Концерт в СКК им. Ленина, Ленинград, 20.02.85» © 1985 / Magnit-Albom, tape
- 1985 — «Земляне»: «Путь Домой» & «Крынка Молока» ℗ 1985 / SP, Журнал «Кругозор» № 6 (12)
- 1986 — «Путь Домой» ℗ 1986 / SP, ВФГ «Мелодия»
- 1986 — «Удача» ℗ 1986 / SP, ВФГ «Мелодия»
- 1987 — «Радость и Печаль» © 1987 / Magnit-Albom, tape
- 1987 — «День Рождения Земли» © 1987 ℗ 1987 / MC, LP, ВФГ «Мелодия»
- 1988 — «Дымкою Мая» © 1986 ℗ 1988 / EP, ВФГ «Мелодия»
- 1988/90 — «По Закону Земли» © 1988/90 / Magnit-Albom, tape
- 1988/90 — «Мужчины…» © 1988/90 / Magnit-Albom, tape
- 1989/92 — «Русские, русские, русские» (С. Скачков) © 1989/92 / Magnit-Albom, tape
- 1989/92 — «Сладкая Игра» («Восточный Экспресс») © 1989/92 / Magnit-Albom, tape
- 1994 — «Лучшие Хиты» best ℗ 1994 / 2CD, «NP.Records»
- 1995 — «Трава у Дома» best ℗ 1995 / CD, MC, «ZeKo Records»
- 1995 — «Мы Люди» best ℗ 1995 / CD, МС, «ZeKo Records»
- 1998 — «Лучшие Песни» (remake) © 1998 ℗ 1998 / MC, CD, «CD-MediaRecords / ZeKo Records»
- 2000 — «SOS» (С. Скачков) ℗ 2000 / CD, МС, «ZeKo Records»
- 2002 — «Grand Collection» best ℗ 2002 / CD, МС, «Квадро Диск»
- 2003 — «Энциклопедия Российского Рока» best ℗ 2003 / CD, «Grand Records»
- 2003 — «Лучшие Песни» best ℗ 2003 / CD, МС, «Мистерия Звука»
- 2008 — «Холод Души» (С. Скачков) ℗ 2008 / CD, «Navigator Records»
- 2008 — «ВИА ЗЕМЛЯНЕ» best ℗ 2008 / CD, ВФГ «Мелодия»
- 2008 — «Концерт-презентация сольного альбома „Холод Души“, ККЗ „Мир“ 02.02.2008» (С. Скачков) © 2008 ℗ 2014 / 2CD, 2DVD, «GMC»
- 2009 — «Земляне & Supermax / Сергей Скачков & Kurt Hauenstein» © ℗ 2009 / CD, «НП.ЦДЮТ ЗЕМЛЯНЕ / Союз»
- 2010 — «Символы Любви» (С. Скачков) © ℗ 2010 / CD, «НП.ЦДЮТ.ЗЕМЛЯНЕ / CD'Maximum»
- 2013 — «Лучшее и Новое» ℗ 2013 / CD, «Союз»
- 2014 — «Половина Пути» (С. Скачков) © ℗ 2014 / CD, «ООО ПЦ Сергея Скачкова / ООО М2»